# Linares Deportivo
Linares Deportivo é um clube de futebol espanhol da cidade de Linares, na província de Jaén (Andaluzia). Atualmente disputa a Segunda División B (terceira divisão).

## História
Foi fundado em 2009 como Asociación Deportiva Linares, substituindo o antigo Club Deportivo Linares, fundado em 1990 e extinto por problemas financeiros. Estreou na sétima divisão nacional conquistando o acesso à Preferente Regional de Jaén, uma das ligas que integram a sexta divisão nacional, obtendo a promoção mais uma vez, desta vez à Primeira Regional Andaluz (quinta divisão).
Em 2011–12, o terceiro acesso consecutivo, desta vez como vice-campeão de seu grupo e subindo à Tercera División (quarto nível do futebol espanhol), onde permaneceria por 3 temporadas antes de ser novamente promovido, agora à Segunda División B de 2015–16, e disputando pela primeira vez a Copa del Rey, onde foi eliminado na segunda fase. A campanha dos Azulillos em sua estreia na terceira divisão espanhola foi modesta: ficou em 16º lugar e disputou um playoff de rebaixamento contra o Cacereño, que saiu derrotado por 2 a 1 após um empate sem gols no primeiro jogo, garantindo o Linares por mais uma temporada na Segunda División B.
Em 2016–17, a equipe repetiu o 16º lugar e novamente disputou o playoff do rebaixamento, desta vez contra o Burgos. Os Burgaleses venceram por 2 a 1 a primeira partida e empataram na volta, causando a queda do Linares à quarta divisão. Na temporada 2019–20, sagrou-se campeão de seu grupo e garantiu o acesso à Segunda División B.
Utiliza o Estádio Municipal de Linarejos, que possui capacidade para 10 mil lugares, para mandar suas partidas. As cores do clube são azul e branco, e o escudo é idêntico ao de seu antecessor (na faixa diagonal, as letras C e D foram retiradas, deixando apenas o prenome do clube).